# مونتست
مونتست (به فرانسوی: Montcet) یک کمون در فرانسه است که در ان (اوورنی-رون-آلپ) واقع شده‌است. مونتست ۶٫۶۸ کیلومتر مربع مساحت دارد ۲۵۰ متر بالاتر از سطح دریا واقع شده‌است.